# 장엄미사

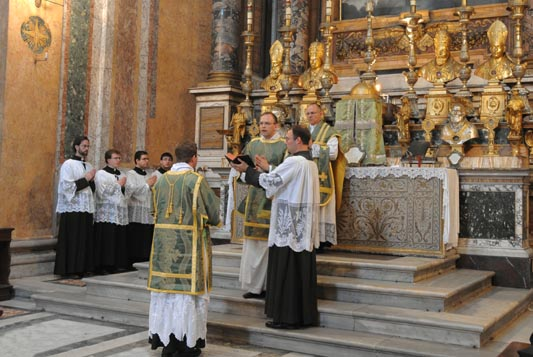
장엄미사

장엄미사(Solemn Mass), 성식미사, 대례미사는 부제와 차부제와 함께 사제에 의해 연주되는 트리엔트 미사의 온전한 의식 형태로서 미사 대부분을 노래하며 향이 필요하다. 대미사(High Mass)라고도 하지만 미국에서 대미사는 부제와 차부제가 없는 노래 미사(Missa Cantata)를 가리키는데 사용할 수도 있다.

## 같이 보기
- 미사
- 성찬
- 트리엔트 미사